# Lipkea stephensoni
Espèce
Lipkea stephensoni  est une espèce de stauroméduses de la famille des Lipkeidae.

## Habitat et répartition

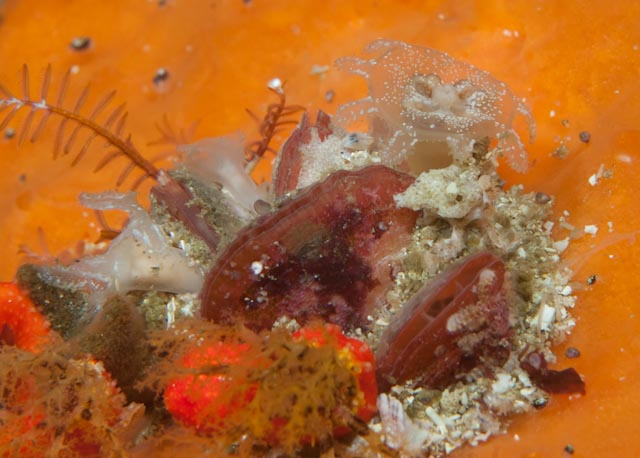
Lipkea stephensoni

Cette espèce est présente dans les eaux au large de l'Afrique du Sud.